# Jonas Warrer
Jonas Warrer (Århus, 22 de marzo de 1979) es un deportista danés que compitió en vela en la clase 49er. 
Participó en dos Juegos Olímpicos de Verano, obteniendo una medalla de oro en Pekín 2008, en la clase 49er (junto con Martin Kirketerp), y el cuarto lugar en Río de Janeiro 2016. Ganó una medalla de plata en el Campeonato Mundial de 49er de 2014 y una medalla de bronce en el Campeonato Europeo de 49er de 2014.

## Palmarés internacional
| \| Juegos Olímpicos \| Juegos Olímpicos \| Juegos Olímpicos \| Juegos Olímpicos \| \| Año \| Lugar \| Medalla \| Clase \| \| ------------------ \| -------------------- \| ----------------- \| ---------------- \| \| 2008 \| Pekín (China) \| Medalla de oro \| 49er \| \| Campeonato Mundial \| \| \| \| \| Año \| Lugar \| Medalla \| Clase \| \| 2014 \| Santander (España) \| Medalla de plata \| 49er \| \| Campeonato Europeo \| \| \| \| \| Año \| Lugar \| Medalla \| Clase \| \| 2014 \| Helsinki (Finlandia) \| Medalla de bronce \| 49er \| |                      |                   |       |
| Juegos Olímpicos |                      |                   |       |
| Año | Lugar                | Medalla           | Clase |
| 2008 | Pekín (China)        | Medalla de oro    | 49er  |
| Campeonato Mundial |                      |                   |       |
| Año | Lugar                | Medalla           | Clase |
| 2014 | Santander (España)   | Medalla de plata  | 49er  |
| Campeonato Europeo |                      |                   |       |
| Año | Lugar                | Medalla           | Clase |
| 2014 | Helsinki (Finlandia) | Medalla de bronce | 49er  |